# FC Canavese
FC Canavese was een Italiaanse voetbalclub uit San Giusto Canavese.

## Geschiedenis
De club werd opgericht in 2001 na een fusie tussen US Sangiustese (opgericht in 1946) en AS Volpiano (opgericht in 1919). Na vijf jaar in de Serie D promoveerde de club in 2006 naar de Serie C2. In 2011 werd de club ontbonden.